# Грэй, Колин (актриса)
Колин Грэй (англ. Coleen Gray, имя при рождении — Дорис Бёрнис Дженсен (англ. Doris Bernice Jensen); 23 октября 1922 — 3 августа 2015) — американская актриса кино и телевидения, более всего известная ролями в фильмах нуар конца 1940-х и начала 1950-х годов.
«Красивая актриса, роли которой, к сожалению, часто не соответствовали размеру её таланта. Тем не менее, она много работала в кино, на телевидении, сцене и радио», «добившись большего, чем многие другие красивые молодые штучки, привлечённые на студии обещанием долгосрочного контракта».
«Описанная одним историком кино как тип актрисы, заламывающей себе руки со словами „О, Джед, не уходи“, на самом деле Грэй сыграла несколько ролей, которые требовали намного большего, чем просто демонстрация страданий на втором плане».
Лучшими фильмами в карьере Грэй стали фильмы нуар «Поцелуй смерти» (1947) и «Аллея кошмаров» (1947), а также вестерн «Красная река» (1948), в котором она сыграла небольшую роль. В 1950-е годы свои лучшие роли Грэй сыграла в фильмах нуар «Спящий город» (1950), «Тайны Канзас-сити» (1952) и, конечно, в фильме Стэнли Кубрика «Убийство»(1956).

## Биография

### Ранние годы
Колин Грэй родилась 23 октября 1922 года в маленьком провинциальном городке Стэйплхёрст, штат Небраска, в семье датских эмигрантов.
Она училась в гуманитарном Университете Хэмлайн в Сент-Поле, штат Миннесота, специализируясь на музыке и английской литературе. В 1944 году после завершения учёбы Грэй вместе со своим возлюбленным уехала в Ла-Хойю в южной Калифорнии, где он служил в ВВС. Несколько недель она отработала там официанткой, но затем перебралась в Лос-Анджелес, где поступила на курсы актёрского мастерства, которые вёл ученик Макса Рейнхардта Карл Хайнц Рот. На жизнь она стала зарабатывать работой в Христианской ассоциации молодых женщин.
Во время игры в одном из любительских спектаклей Грэй обратила на себя внимание агента по подбору талантов студии «Двадцатый век Фокс», и её пригласили на студию, где после экранных тестов предложили эксклюзивный семилетний контракт. Вскоре она вышла замуж за голливудского автора Рода Амато.

### Работа на студии «Двадцатый век Фокс»: 1945—1950
Грэй дебютировала в кино в эпизодической роли в романтической мелодраме «Ярмарка штата» (1945, в титрах не указана), после чего сыграла ещё две небольшие роли, но затем забеременела и на некоторое время прекратила работу. Однако уже в 1946 году она вернулась в кино, сыграв в вестерне «Красная река», который вышел на экраны лишь два года спустя.
В 1947 году Грэй исполнила, вероятно, наиболее значимые роли в своей карьере, в двух классических фильмах нуар — «Поцелуй смерти» (1947) и «Аллея кошмаров» (1947). В фильме Генри Хэтэуэя «Поцелуй смерти» (1947) Грэй сыграла добрую и заботливую жену бывшего заключённого (Виктор Мэтьюр), который пытается начать честную жизнь, в результате чего становится мишенью психопатического гангстера в исполнении Ричарда Уидмарка. Ещё более мрачной была роль в карнавальной мелодраме Эдмунда Гулдинга «Аллея кошмаров» (1947), где она играет верную, любящую и порядочную жену и ассистентку лже-спиритуалиста (Тайрон Пауэр), которая в ключевой момент невольно «предаёт его, будучи не в состоянии обмануть одинокого старика, страдающего из-за смерти своей рано умершей дочери».
В эпическом вестерне Говарда Хоукса «Красная река» (1948) Грэй запомнилась небольшой, но сюжетно значимой ролью дамы сердца главного героя (Джон Уэйн), «смерть которой от рук мародёров-команчи даёт ход многолетней саге о мести и искуплении на путях перегона скота из Техаса в Миссури». В том же году Грэй стала партнёршей Виктора Мэтьюра в не столь впечатляющем, но добротном вестерне Х. Брюса Хамберстоуна «Ярость у реки Фернас Крик» (1948), а в 1949 году она сыграла с Марком Стивенсом в вестерне «Песок».

### Работа после ухода с «Фокс»: 1950—1960
В 1950 году истёк контракт со студией «Фокс», после чего Грэй не стала заключать долгосрочных соглашений, предпочитая работать с различными студиями по отдельным договорам. Она сыграла вместе с Уильямом Холденом в легковесной костюмированной комедии «Папа-холостяк» (1950), а затем уехала в Нью-Йорк, где очень сильно сыграла симпатичную «медсестру с тёмными тайнами в истории о больничной коррупции „Спящий город“ (1950)», которую режиссёр Джордж Шерман снял в полудокументальном стиле непосредственно в помещениях знаменитой нью-йоркской больницы Бельвью.
В 1951—52 годах Грэй стала также активно сниматься на телевидении, сыграв в шести эпизодах различных сериалов. В 1951 году вышла снятая в Италии криминальная драма «Я тебе это припомню» (1951) по роману Джеймса Хэдли Чейза, где Грэй исполнила роль подруги главного героя в исполнении Джорджа Рафта.
«В равной степени умея создать образы как добродетельных, так и порочных персонажей, Грэй легко перешла от роли преступной медсестры (в „Спящем городе“) к положительной героине в фильме нуар „Тайны Канзас-сити“ (1952), на котором она сошлась как на экране, так и вне его с исполнителем главной роли Джоном Пейном». В 1953 году она вновь сыграла с Пейном, на этот раз в вестерне «Побеждённый» (1953), действие которого происходит в южных штатах после Гражданской войны.
Затем она сыграла главные женские роли в нескольких «проходных фильмах», среди них военная драма «Истребитель Сэйбр» (1953) с Робертом Стэком, криминальная мелодрама «Подделка» (1953) с Деннисом O’Kифом, и вестерн «Стрела в пыли» (1954), в котором «она составила пару с болтливым контрактным актёром Стерлингом Хэйденом». В истории о Корейской войне «Истребитель Сэйбр» (1953) Грэй предстала в образе журналистки, пишущей о военных лётчиках и их жёнах. В британской криминальной драме «Подделка» (1953) она сыграла дочь художника, в которую влюбляется детектив, ведущий поиск похищенных картин Леонардо да Винчи.
Повторно выйдя замуж в 1953 году за одного из топ-менеджеров авиационной индустрии Уильяма Клаймера Бидлэка и родив от него сына, Грэй вновь погрузилась в напряжённую работу как актриса на сдельной работе.
В 1955 году Грэй появилась в нескольких вестернах, сыграв искательницу приключений в «Партнёре Теннеси» (1955) с участием Пейна и Рональда Рейгана, а затем роль танцовщицы, которая обретает веру и становится на сторону священника, в комедийном вестерне «Сияние глаз Бога» (1955). В том же году она сыграла главную женскую роль с криминальной драме «Встряска в Лас Вегасе» (1955).
В 1956 году «Стэнли Кубрик поднял её над уровнем заурядных фильмов категории В, пригласив на роль партнёрши главного гангстера в исполнении Стерлинга Хэйдена в остросюжетной хронике обречённого на неудачу ограбления ипподрома „Убийство“ (1956)… Этот фильм задал стандарт жанра фильмов об ограблении, перекинув мост от фильмов нуар к мрачным полудокументальным (процедурным) полицейскими драмам последующих десятилетий».
В том же году Грэй сыграла главные женские роли в вестернах «Чёрный кнут» (1956) и «Приграничный игрок» (1956). В основанной на документальном материале криминальной драме «Смерть негодяя» (1956), в котором Джордж Сэндерс исполнил главную роль печально известного бизнесмена российского происхождения Сергея Рубинштейна, таинственного убитого в собственной квартире в Нью-Йорке в 1955 году.
В 1957 году последовали роли в вестерне «Медное небо» (1957) и в драме про лётчиков-испытателей «Цель 60,000» (1957). Криминальный параноидальный триллер «Пять часов ада» (1958) «бросил актрису прямо в центр кризиса с ядерными заложниками с буквально апокалипсическими последствиями».

### Карьера в 1960—1985 годах
«В среднем возрасте актриса заставила полюбить себя новое поколение поклонников культовых фильмов». «Всегда стремившаяся отдать себя искусству полностью, Грэй смогла внести определённый художественный смысл даже в такие „забавно низкие“ фильмы класса Z», как «Вампир» (1957), «Женщина-пиявка» (1960) и «Призрачная планета» (1961),
В фильме ужасов «Вампир» (1957) Грэй сыграла подругу и потенциальную жертву врача, ставшего вампиром после того, как он ошибочно принимает препарат, изготовленный из крови летучих мышей. В фантастическом хорроре «Женщина-пиавка» (1960) персонаж Грэй, испытав на себе полученное от африканской колдуньи средство омоложения, попадает в зависимость от него, и вынуждена убивать людей, чтобы добывать из их организмов это средство вновь и вновь. В приключенческой космической ленте «Планета-призрак» (1961) астронавт совершает вынужденную посадку на неизвестном отдалённом астероиде и под воздействием местной атмосферы резко уменьшается в размерах, после чего начинает вместе с местными жителями борьбу против угрожающих им монстров.
В экшн-вестерне «Укротитель города» (1965) Грэй сыграла небольшую роль убитой в начале фильма жены главного героя в исполнении Дэны Эндрюса, вместе с которым сыграла в своём самом первом фильме 20 лет назад.
В 1960-е годы Грэй много работала на телевидении, продемонстрировав свой крепкий профессионализм в таких популярных сериалах, как «Маверик» (1961), «Сыромятная кожа» (1962) и «Альфред Хичкок представляет» (1962). Она также сыграла в четырёх сериях судебной драмы «Перри Мейсон» (1960—1966), в двух сериях телевестерна «Виргинец» (1966-67), по одному разу — в вестерне «Бонанза» (1968), криминальных телесериалах «ФБР» и «Мэнникс» (оба — 1971).
«Приблизившись к 50-летнему возрасту, она вернулась в большое кино», сыграв жену миллионера (Рэймонд Бёрр) в фильме Джона Гиллермина «Пи Джей» (1968), с Джорджем Пеппардом в главной роли ложно обвинённого в убийстве частного детектива. «Хотя экранное время Грэй насчитывало всего считанные минуты, она великолепно сыграла сцену унижения, где её модная, но забитая светская дама сталкивается с привлекательной любовницей Бёрра в исполнении Гейл Ханникат».
Грэй сыграла роль второго плана в драме «Поздняя Лиз» (1971) с Энн Бакстер в роли светской дамы, которая благодаря религии излечивается от алкогольной зависимости. В драме «Мать» (1978) героиня Грэй пытается отправить в дом престарелых свою старую и, как она считает, безумную мать, которая считает, что живёт в 1916 году. Свою последнюю кинороль Грэй сыграла в прохристианской пропагандистской драме «Крик с горы» (1985), которую профинансировал известный баптистский проповедник Билли Грэм, выступивший в фильме со специальным посланием. Грэй ушла из шоу-бизнеса после появления в обезоруживающе горьком и мучительном фильме сериала ужасов «Истории с тёмной стороны» (1986), в образе страдающей матери, которая создаёт место поклонения из комнаты своей, якобы умершей дочери, которая на самом деле жива.

## Общественная и личная жизнь
Колин Грэй трижды была замужем, от первого брака у неё родилась дочь в 1946 году, от второго брака родился сын в 1954 году.
В 1964 году вместе с актёрами Виктором Джори и Сьюзан Сэфорт, Грэй выступала на слушаниях в Конгрессе США в поддержку конституционной поправки, разрешающей чтение молитв в школе.
После смерти второго мужа в 1978 году церковные друзья Грэй познакомили её с овдовевшим библеистом Джозефом Фритцем Зейзером. Выйдя за него замуж в 1979 году, Грэй присоединилась к его работе в некоммерческой добровольной Ассоциации тюремного служения, основанной в 1976 году Чарльзом Колсоном (бывшим заключённым, осуждённым по Уотергейтскому делу), целью которой является содействие христианской церкви в проведении служения в тюрьмах и проповеди Слова Божьего среди заключённых, их семей, а также их жертв.
Грэй принимала участие в фестивалях и торжественных мероприятиях, посвящённых старому кино и памяти звёзд, вместе с которыми когда-то играла.

## Смерть
Колин Грэй умерла в собственном доме в Лос-Анджелесе 3 августа 2015 года.

## Фильмография
- 1945 — Ярмарка штата / State Fair —  девочка с папой
- 1947 — Аллея кошмаров / Nightmare Alley — Молли Карлайл
- 1947 — Поцелуй смерти / Kiss of Death — Нетти
- 1948 — Ярость у реки Фернас Крик / Fury at Furnace Creek — Молли Бакстер
- 1948 — Красная река / Red River — Фен
- 1949 — Песок / Sand — Джоан Хартли
- 1950 — Стремясь высоко / Riding High — Элис Хиггинс
- 1950 — Папа-холостяк / Father Is a Bachelor — Пруденс Миллет
- 1950 — Спящий город / The Sleeping City — Энн Себастиан
- 1951 — Барабаны апачей / Apache Drums — Сэлли
- 1951 — За всё рассчитаюсь с тобой! / I’ll Get You for This — Кэй Уондерли
- 1952 — Агентство моделей / Models Inc. — Расти Фэрэдэй
- 1952 — Тайны Канзас-сити / Kansas City Confidential — Хелен Фостер
- 1953 — Подделка / The Fake — Мэри Мейсон
- 1953 — Истребитель Сэйбр / Sabre Jet — Миссис Джил Дэнтон, она же Джейн Картер
- 1953 — Побеждённый / The Vanquished — Джейн Колфэкс
- 1954 — Стрела в пыли / Arrow in the Dust — Кристелла Бёрк
- 1955 — Сияние глаз Бога / The Twinkle in God’s Eye — Лора
- 1955 — Компаньон Теннеси / Tennessee’s Partner — Голдин Слэйтер
- 1955 — Встряска в Лас Вегасе / Las Vegas Shakedown — Джули Рэй
- 1956 — Чёрный кнут / The Black Whip — Джинни
- 1956 — Смерть негодяя / Death of a Scoundrel — Миссис Эдит ван Ренэсслир
- 1956 — Приграничный игрок / Frontier Gambler — Сильвия «Принцесса» Мельбурн
- 1956 — Звезда в пыли / Star in the Dust — Нелли Мейсон
- 1956 — Убийство / The Killing — Фэй
- 1956 — Дикие дакоты / The Wild Dakotas — Сью «Лаки» Данин
- 1957 — Медное небо / Copper Sky — Нора Хейс
- 1957 — Вампир / The Vampire — Кэрол Батлер
- 1957 — Цель 60,000 / Destination 60,000 — Мэри Эллен
- 1958 — Пять часов ада / Hell’s Five Hours — Нэнси Бренд
- 1958 — Джонни Рокко / Johnny Rocco — Луис Мейфилд, учительница
- 1960 — Женщина-пиявка / The Leech Woman — Джун Тэлбот
- 1961 — Призрачная планета / The Phantom Planet — Лиара
- 1965 — Укротитель города / Town Tamer — Кэрол Россер
- 1968 — Пи Джей / P.J. — Бетти Орбисон
- 1971 — Поздняя Лиз / The Late Liz — Сью Уэбб
- 1977 — Мать / Mother — Анджела Хардинг
- 1985 — Крик с горы / Cry from the Mountain — Мэриэнн Риссман